# Edwin Zoetebier
Eduard Andreas Dominicus Hendricus Jozef ”Edwin” Zoetebier (født 7. maj 1970 i Purmerend, Holland) er en hollandsk tidligere fodboldspiller (målmand).
Zoetebier spillede størstedelen af sin karriere i hjemlandet, hvor han i ni år repræsenterede FC Volendam. Han havde også ophold hos både Feyenoord og PSV Eindhoven. Han var med til at vinde både det hollandske mesterskab og UEFA Cuppen med Feyenoord.

## Titler
Æresdivisionen
- 1999 med Feyenoord

Johan Cruijff Schaal
- 1999 med Feyenoord

KNVB Cup
- 2005 med PSV Eindhoven

UEFA Cup
- 2002 med Feyenoord